# Thalassodrilides ineri
Thalassodrilides ineri är en ringmaskart som först beskrevs av Righi och Kanner 1979.  Thalassodrilides ineri ingår i släktet Thalassodrilides och familjen glattmaskar. Inga underarter finns listade i Catalogue of Life.